# (467270) 2016 EU186
(467270) 2016 EU186 es un asteroide perteneciente al cinturón de asteroides, descubierto el 20 de octubre de 1995 por el equipo Spacewatch desde el Observatorio Nacional de Kitt Peak (Arizona, Estados Unidos).